# Gerhart Rodenwaldt

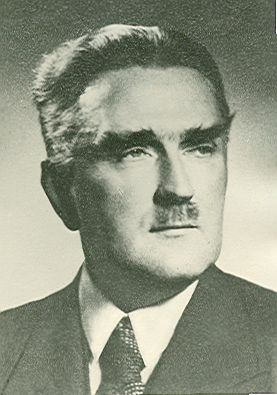
Bild aus dem Archiv des DAI

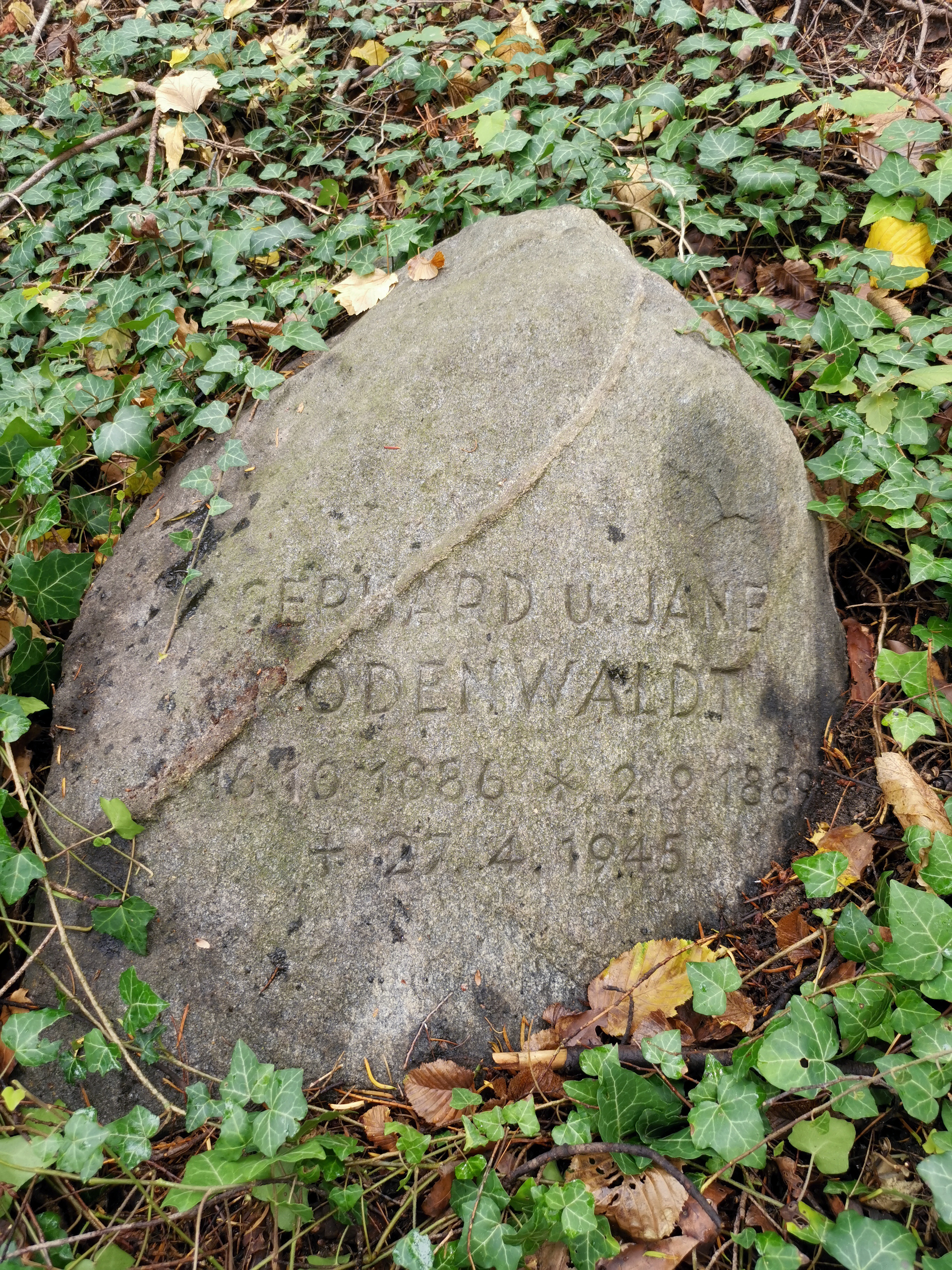
Grab der Eheleute auf dem Parkfriedhof Lichterfelde (Abt. Familiengrab im Walde)

Gerhart Rodenwaldt (eigentlich Gerhard Martin Karl R.; * 16. Oktober 1886 in Berlin-Grunewald; † 27. April 1945 in Berlin-Lichterfelde) war ein deutscher Klassischer Archäologe.
Der Bruder des Tropenmediziners Ernst Rodenwaldt besuchte das Friedrichwerdersche Gymnasium in Berlin und studierte ab 1904 an der Berliner Universität Klassische Archäologie, Philologie und Kunstgeschichte. Er wechselte nach Heidelberg und Halle, wo er 1908 bei Carl Robert promovierte. 1909/10 hielt er sich mit einem Reisestipendium des Deutschen Archäologischen Instituts (DAI) im Mittelmeerraum auf und sammelte Material für seine Habilitationsschrift über den Palast von Tiryns, die er 1912 in Berlin einreichte. Nachdem er während des Ersten Weltkriegs zunächst für das Rote Kreuz tätig gewesen war, wurde er 1917 Professor an der Universität Gießen. 1922 ging er als Generalsekretär des DAI nach Berlin zurück und organisierte den Wiederaufbau der archäologischen Arbeit im Ausland. 1932 wechselte Rodenwaldt als Professor an die Berliner Universität, blieb aber stellvertretender Präsident des DAI. Rodenwaldt war Mitglied zahlreicher wissenschaftlicher Akademien und Gesellschaften sowie Ehrendoktor der Universitäten Athen und Sofia.
Im Bereich der griechischen Archäologie beschäftigte sich Rodenwaldt u. a. mit archaischen Giebelskulpturen in Korfu und dem griechischen Götterbild. In der Archäologie der römischen Zeit widmete er sich vor allem der Kunstentwicklung, u. a. anhand von Sarkophagreliefs. Neben wissenschaftlichen Studien verfasste er auch populäre Darstellungen, z. B. über das antike Olympia und die Akropolis von Athen.
Am 27. April 1945 beging Rodenwaldt, zusammen mit seiner Frau Jane, in Berlin Selbstmord, als sich die Rote Armee näherte. Er wurde auf dem Parkfriedhof Lichterfelde im Bezirk Steglitz-Zehlendorf beigesetzt.

## Schriften
- Qua ratione pictores Pompeiani in componendis parietibus usi sint capita tria. Wischan & Burkhardt, Halle 1908 (Dissertation Halle 1908, Digitalisat).
- Die Komposition der pompejanischen Wandgemälde. Weidmann, Berlin 1909 (erweiterte deutsche Fassung der Dissertation).
- Die Fresken des Palastes (= Tiryns. Die Ergebnisse der Ausgrabungen des Instituts Band 2). Eleutheroudakis & Barth, Athen 1912 (Digitalisat); Nachdruck Zabern, Mainz 1976, ISBN 3-8053-0012-3.
- Der Fries des Megarons von Mykenai. Niemeyer, Halle 1921  (Digitalisat).
- Das Relief bei den Griechen. Schoetz & Parrhyus, Berlin 1923.
- Die Kunst der Antike (Hellas und Rom) (= Propylaen-Kunstgeschichte Band 3). Propyläen, Berlin 1927 (Digitalisat).
- Archäologisches Institut des Deutschen Reiches 1829–1929. de Gruyter, Berlin 1929.
- Die Akropolis. Aufgenommen von Walter Hege. Deutscher Kunstverlag, Berlin 1930. Neuausgabe: Akropolis. Deutscher Kunstverlag, München/Berlin 1956.
- Olympia. Aufgenommen von Walter Hege. Deutscher Kunstverlag, Berlin 1936.
- Die Bildwerke des Artemistempels von Korkyra. Mann, Berlin 1939.
- Theoi reia zōontes. In: Abhandlungen der Preußischen Akademie der Wissenschaften. Philosophisch-historische Klasse. Band 1943, 13. Verlag der Akademie der Wissenschaften, Berlin 1944, urn:nbn:de:bvb:355-ubr20307-8.
- Griechische Tempel. Aufgenommen von Walter Hege. Deutscher Kunstverlag, Berlin 1941. 2. Auflage 1951.
- Kunst um Augustus. de Gruyter, Berlin 1942; Nachdruck de Gruyter, Berlin 1988, ISBN 3-11-011784-3.